# برنارد شاو (بازیکن فوتبال، زاده ۱۹۴۵)
برنارد شاو (انگلیسی: Bernard Shaw؛ زادهٔ ۱۴ مارس ۱۹۴۵) بازیکن فوتبال اهل بریتانیا است.
از باشگاه‌هایی که در آن بازی کرده‌است می‌توان به باشگاه فوتبال ولورهمپتون واندررز، باشگاه فوتبال شفیلد یونایتد، باشگاه فوتبال شفیلد ونزدی، و باشگاه فوتبال وورکساپ تاون اشاره کرد.